# Ни сунца, ни кише
Ни сунца, ни кише је четврти студијски албум музичке групе Дивљи кестен издат 1998. за Сити Рекордс. Пратеће вокале су певале Ана Станић, Јелена Живановић и Марија Михајловић. Музику су писали Игор Старовић и Срђан Симић, док су текстове радили Игор Старовић, Јован Николић и Радован Дабановић. Снимљени су спотови за песме Дај, дај, дај, Лутка, Дуњо моја.

## Списак песама
| №   | Назив                     | Трајање |  |
| 1.  | Ни сунца ни кише          | 4:07    |  |
| 2.  | Лутка                     | 4:20    |  |
| 3.  | Нежне речи                | 4:08    |  |
| 4.  | Дуњо моја                 | 3:33    |  |
| 5.  | Преболи ме                | 4:16    |  |
| 6.  | Чаше о под                | 3:27    |  |
| 7.  | Дај дај дај               | 3:48    |  |
| 8.  | Хеј како руке боле        | 4:05    |  |
| 9.  | Када срце заплаче најјаче | 4:05    |  |
| 10. | Тамбуре                   | 4:10    |  |
| 11. | Само једну сам волео      | 4:12    |  |